# Супербоул III
Супербоул III (англ. Super Bowl III) — решающая игра в сезоне 1968 года между командами Американской футбольной лиги «Нью-Йорк Джетс» и Национальной футбольной лиги «Балтимор Колтс».
Игра прошла 12 января 1969 года на стадионе «Оранж Боул» в городе Майами (штат Флорида), в присутствии 75389 зрителей.
Победу в матче одержала команда «Нью-Йорк Джетс» со счётом 16:7. Самым ценным игроком был признан квотербек «Нью-Йорка» Джо Намат.

## Перед игрой
Это был первый Супербоул, который, ещё до игры, получил название Супербоул. Майами получил право на Супербоул 14 мая 1968 года, на собрание владельцев лиги. Собрание состоялось в Атланте. Как и в первом и втором Супербоуле, команды АФЛ слабо рассматривались на победу. Болельщик Балтимора насмехался над Джо Наматом, квотербеком Нью-Йорка, уверяя, что его команда легко выиграет Супербоул. На это Намат ответил, что он никогда бы не давал таких гарантий.

## Путь к финалу
Балтимор Колтс (Национальная Футбольная Лига)
Балтимор завершил сезон с рекордом 13-1, лучшим в НФЛ. За эти матчи они пропустили только семь тачдаунов. Балтимор легко победил Кливленд Браунс со счетом 34-0, отомстив за поражение.
Нападение Балтимора набрало 402 очка-второе место в лиги. Уайд ресиверы команды, в сумме, набрали 1441 ярд на приеме, и сделали 14 тачдаунов. Уайд ресивер Джимми Орр набирал за прием, в среднем, 25 ярдов. Тайт-энд и раннинбеки команды, также набрали около двух тысяч ярдов в сумме.
Защита Балтимора пропустила 144 очка, что меньше, чем любая другая защита лиги. Дифенс беки сделали 22 перехвата за сезон. Лучше всего защита играла оборонную зону.
В плей-офф, Балтимор победил Миннесоту Вайкингс 24-14. После этого они победили Кливленд Браунс со счетом 34-0.
Нью-Йорк Джетс (Американская Футбольная Лига)
Нью-Йорк завершил сезон с рекордом 11-3. За сезон они набрали 419 очков.
Квотербек Нью-Йорка, Джо Намат, набрал на пасе 3 147 ярдов. Его процент удачных пасов был всего лишь 49,2. Он бросил 17 перехватов и 15 тачдаунов. Ресивер Мейнард, провел лучший сезон в карьере набрав 1 297 ярдов приема и сделав 10 тачдаунов. Уайд ресивер Джордж Сауер младший, сделал 66 приемов на 1 141 ярд, но только три тачдауна.
Дифенс беки сделали 12 перехватов. Защита не позволяла, в среднем, набирать больше 1 195 ярдов, это лучший результат лиги. Кикер забил 34 филд гола и 43 экстрапоинта.
В плей-офф, Нью-Йорк победил Окленд Рейдерс 27-23.

## Трансляция
В США игру транслировал NBC. Это самый ранний Супербоул, трансляция которого полностью сохранилась (за исключением одного филд гола «Колтс»).

## Ход матча

### Первая четверть
Кикер «Колтс» Лу Майклз выбил мяч Эрла Кристи, который возвращением набрал 25 ярдов к линии 23-ярдов «Джетса». Фри сейфти Колтса Рик Волк получил сотрясение мозга, когда он ударил Снелла. На последовавших играх он потерял четыре ярда. Эти розыгрыши завершались до линии розыгрыша. Квотербек бросил свой первый пас который набрал 9 ярдов 2-го дауна и 14 до первого. Но 2-ярдовая потеря в следующем розыгрыше заставила «Джетс» бить пант.
«Кольтс» начали свою первую атакующую серию на собственной 27-ярдовой линии. Квотербек сделал 19-ярдовый пас. Игрок поймал мяч и пробежал ещё 10 ярдов, чтобы поместить мяч на 44-ярдовую линию «Джетса». Том Митчелл набрал 15 ярдов на третьей и тринадцать и мяч теперь на линии 19-ярдов «Джетса». На третьем дауне ни один из его принимающих не был открыт, и Морралл был атакован на линии розыгрыша. Попытка 27-ярдового филд гола не удалась.
За две минуты до конца четверти игрок «Колтс» Дэвид Ли сделал 51-ярдовый пас, который отбросил «Джетс» назад на свою 4-ярдовую линию. Три розыгрыша спустя, Зауэр поймал 3-ярдовый пас но сделал «фамбл» будучи пораженным и защитник Балтимора Рон Портер с мячом дошел до 12-ярдовой линии Нью-Йорка.

### Вторая четверть
Однако, на третьем дауне (второй розыгрыш второй четверти), проход Морралла был остановлен полузащитником Джетс Аль Аткинсоном, мяч отскочил, высоко в воздух от Тома Митчелла, и был перехвачен защитником Джетс Рэнди Беверли в конечной зоне для тачбэка. Начиная со своей собственной линии в 20 ярдов, Снелл бросился на следующих четырёх розыгрышей, продвигаясь на 26 ярдов. Позднее Намат совершил 3 последовательных паса, переместив мяч на 23-ярдовую линию Кольтов. Бузер набрал всего 2 ярда в следующем розыгрыше, но Снелл сделал пас на 12-ярдов. Мяч на 9-ярдовой линии и 5-ярдовый пробегом до 4-ярдовой линии, и завершил 5-ярдовым тачдауном. Счет 7-0 в пользу «Джест»
На последующей атаке Балтимора 30-ярдовый пас помог Кольтам продвинуться к 42-ярдовой линии Нью-Йорка, но им снова не удалось набрать очки поскольку Майклз пропустил вторую попытку филд гола, на этот раз с 46 ярдов. Две игры после того, как «Джетс» ступили во владение мячом после не забитого филд гола, 36-ярдовый прием позволил Нью-Йорку в конечном счете достигнуть 32-ярдовой линии Балтимора. Но Намат тогда бросил два не принятых пас и был остановлен на третьем дауне. Нью-йоркский кикер Джим Тернер промазал 41-ярдовою попытку филд гола.
На своем следующем владении Балтимор прошел от своей собственной 20-ярдовой линии до 15-ярдовой линии Нью-Йорка в трех розыгрышах которым помог 58-ярдовый пробег Мэтта. Но за две минуты оставшиеся в половине, пас Морралла был снова перехвачен, на своей двух ярдовой линии Балтимора. Затем Кольты продвинули мяч до 41-ярдовой линии Нью-Йорка. Затем последовал один из самых известных розыгрышей в истории Супербоула. Балтимор сделал два паса один назад другой в конечную зону. Игра полностью одурачила команду NBC и защиту «Джетс». Тем не менее мяч перехватили с окончанием половины.

### Третья четверть
В третьей четверти лидировал «Джетс», которые контролировал мяч в течение всей четверти кроме трех минут. Пас Ральфом Бейкером на 33-ярда, что привело к 32-ярдовому филд голу Тернера, чтобы увеличить преимущество Джетса, 10-0. Затем, заставив Кольтов снова бить пант, Намат сделал 4 паса на 40 ярдов, чтобы установить 30-ярдовый филд гол Тернера, чтобы увеличить преимущество, 13-0.

### Четвёртая четверть
При помощи 39-ярдового прохода от Намата до Зауэра «Джетс» проехали весь путь до 2-ярдовой линии Кольтов. Защита Балтимора не сдавалась и удерживала их вне конечной зоны. Тернер забил свой третий филд гол в начале заключительной четверти чтобы сделать счет 16-0.
Колтс начал следующую атаку с трех незавершенных пасов но завершил ключевой 17-ярдовый проход к Орру на четвёртом дауне. Десятью розыгрышами позже, при поддержке трех штрафов Джетс, Балтимор наконец сделал тачдаун на 1-ярдовом пробеге Хиллом, чтобы сократить их дефицит до 16-7, но только-только с 3:19 оставшимися в игре. Затем Кольты восстановили «боковой удар» и поехали к линии 19-ярдов Джетс с 3 последовательными завершениями Юнитасом, но его следующие 3 прохода потерпели неудачу. Вместо того, чтобы попытаться сделать филд гол, они сыграли четвёртый даун, но игрок не поймал мяч не давая шансов на камбэк

### Итоговая статистика
Суперкубок III: Нью-Йорк Джетс 16, Балтимор Колтс 7
|             | 1 | 2 | 3 | 4 | ФИНАЛ |
| ----------- | - | - | - | - | ----- |
| Джетс (АФЛ) | 0 | 7 | 6 | 3 | 16    |
| Колтс (НФЛ) | 0 | 0 | 0 | 7 | 7     |

в Оранж Боул , Майами, Флорида
- Дата : 12 января 1969 г.
- Время игры : 15:05 EST
- Погода в игре : 73 ° F (23 ° C), пасмурно, ветрено, 20 % вероятность дождя

| NY-Нью-Йорк\BAL-Балтимор \| четверть \| Время \| команда \| Оценка информации \| Гол \| Гол \| \| четверть \| Время \| команда \| Оценка информации \| ный \| BAL \| \| -------- \| ----- \| ------- \| -------------------------------------------------------------------- \| --- \| --- \| \| 2 \| 9:03 \| NY \| Мэтт Снелл 4-ярдовый тачдаун. Джим Тернер экстрпоинт \| 7 \| 0 \| \| 3 \| 10:08 \| NY \| 32-ярдовый филд гол в от Тернера \| 10 \| 0 \| \| 3 \| 3:58 \| NY \| 30-ярдовый филд гол от Тернера \| 13 \| 0 \| \| 4 \| 13:26 \| NY \| 9-ярдовый филд гол от Тернера \| 16 \| 0 \| \| 4 \| 3:19 \| BAL \| Джерри Хилл 1-ярдовый тачдаун. Лу Майклз экстра-поинт для счета 7-16 \| \| \| |       |         |                                                                      |     |     |
| четверть | Время | команда | Оценка информации                                                    | Гол | Гол |
| четверть | Время | команда | Оценка информации                                                    | ный | BAL |
| 2 | 9:03  | NY      | Мэтт Снелл 4-ярдовый тачдаун. Джим Тернер экстрпоинт                 | 7   | 0   |
| 3 | 10:08 | NY      | 32-ярдовый филд гол в от Тернера                                     | 10  | 0   |
| 3 | 3:58  | NY      | 30-ярдовый филд гол от Тернера                                       | 13  | 0   |
| 4 | 13:26 | NY      | 9-ярдовый филд гол от Тернера                                        | 16  | 0   |
| 4 | 3:19  | BAL     | Джерри Хилл 1-ярдовый тачдаун. Лу Майклз экстра-поинт для счета 7-16 |     |     |